# Sachiko Fujita
Sachiko Fujita (jap. 藤田 幸子, Fujita Sachiko, verheiratete Sagara (相楽); *  9. Januar 1968 in der Präfektur Tokio) ist eine japanische Volleyball- und Beachvolleyballspielerin. Sie nahm in beiden Disziplinen an Olympischen Spielen teil.

## Karriere

### Hallenvolleyball
Fujita nahm 1988 mit der japanischen Nationalmannschaft an den Olympischen Spielen in Seoul teil. Dort erreichten die Japanerinnen als Vorrundenzweite das Halbfinale; sie verloren jedoch gegen Peru und im Spiel um den dritten Platz gegen China und verpassten eine Medaille.

### Beachvolleyball
Fujita wechselte von der Halle in der Sand und absolvierte 1994 ihre ersten internationalen Turniere mit Yukiko Takahashi. Bei den ersten gemeinsamen Turnieren etablierte sich das neue Duo direkt in den Top Ten der World Tour. Nach zwei neunten Plätzen erreichten Fujita/Takahashi den sechsten Rang bei den Goodwill Games in Sankt Petersburg und wurden Vierte der Osaka Open. In Busan und beim nächsten Auftritt in Osaka erlebten sie ihre einzigen beiden Turniere ohne Top-Ten-Ergebnis. Anschließend wurden sie in Espinho jedoch wieder Fünfte und schafften das gleiche Resultat in Santos. 1996 nahmen sie außerdem an den Olympischen Spielen in Atlanta teil. Dort verloren sie ihr erstes Spiel gegen die Australierinnen Fenwick/Spring; anschließend gelangen ihnen zwei Siege gegen Castro/Richardson (USA) und das deutsche Duo Bühler/Müsch, bevor sie gegen die brasilianischen Silbermedaillengewinnerinnen Mônica Rodrigues/Adriana Samuel ausschieden und das Turnier auf dem fünften Rang beendeten.